# Барнс, Джошуа

Фронтиспис книги Д. Барнса «Gerania: a new discovery of a little sort of people…» 1675 г.

Джошуа Барнс (англ. Joshua Barnes; 10 января 1654, Лондон — 3 августа 1712, Хемингфорд Грей, Кембриджшир) — английский учёный, филолог-классик, эллинист, историк, писатель

, переводчик, педагог. Член Лондонского королевского общества (с 1710).

## Биография
Сын торговца. Получил образование в благотворительной школе при Больнице Христа и Эммануил-колледже в Кембридже.
В 1695 году назначен профессором греческого языка (Regius Professor of Greek) Кембриджского университета.
Одной из его первых публикаций был труд под названием «Gerania: a new discovery of a little sort of people…» («Герания, или Открытие маленького народца пигмеев», 1675), фантастический утопический роман, возможно, натолкнула Джонатана Свифта на мысль о создании книги о Путешествии Гулливера в Лилипутию.
Среди его других работ «History of that Most Victorious Monarch Edward III» (1688), эпическое сочинение, состоящее из более 900 страниц, книги про Эврипида (1694), Гомера (1711), и Анакреонта (1705), которые содержат названия греческих стихов, которые Д. Барнс надеялся издать.
Специалисты отмечают, что его «Герания, или Открытие маленького народца пигмеев», прозаическое произведение, стало частью появляющегося жанра приключенческой литературы, показывающего «воображаемое путешествие в чужие или вымышленные страны и регионы», которые объединили приключенческие повествования от первого лица с «сатирическим социальным наблюдением» или представлениями об идеальном поведении человека в отдалённых странах, следуя традиции, заложенной в «Утопии» Томаса Мора (1516), которая оказала заметное влияние на «Пылающий мир» Маргарет Кэвендиш (1666) и «Остров Сосен» Генри Невилла и к более поздним работам, таким как «Робинзон Крузо» Даниэля Дефо (1719).